# Little Pomahaka (rivière)

La rivière Little Pomahaka  (en anglais : Little Pomahaka River) est un cours d’eau situé dans l’Île du  Sud de la Nouvelle-Zélande.

## Géographie
C’est un affluent de la rivière Pomahaka, qu’elle rejoint à l’est de la chaîne de « Whitecoomb Range » .